# Dba (flygbolag)

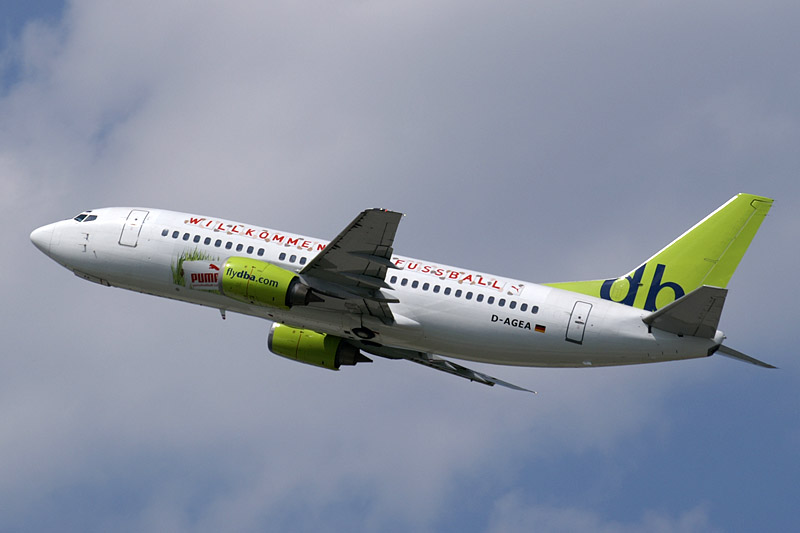
Dba.

dba Luftfahrtgesellschaft mbH, förkortat dba (tidigare Deutsche BA), tyskt flygbolag som var det tredje största flygbolaget i Tyskland. Huvudkontroret var belägen i München med Münchens flygplats som huvudflygplats för bolaget. 
Dba var tidigare ett dotterbolag till British Airways och namnet kommer från det tidigare namnet Deutsche BA, det vill säga tyska British Airways. British Airways sålde sina andelar i bolaget 2003.
Dba flög framförallt inom Tyskland men linjer utomlands gick till Nice, Moskva, Thessaloniki, Aten, Rom, Rimini och Paris. Alla flygningar ställdes in den 14 november 2008. 

## Historia

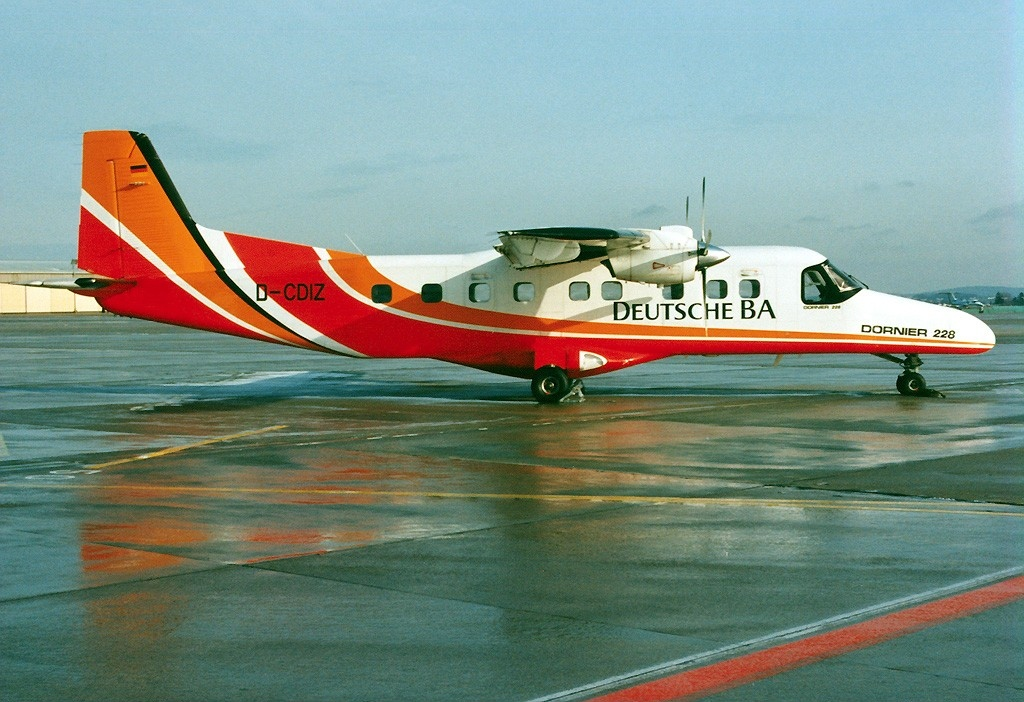
Deutsche BA Dornier 228, Stuttgart 1993

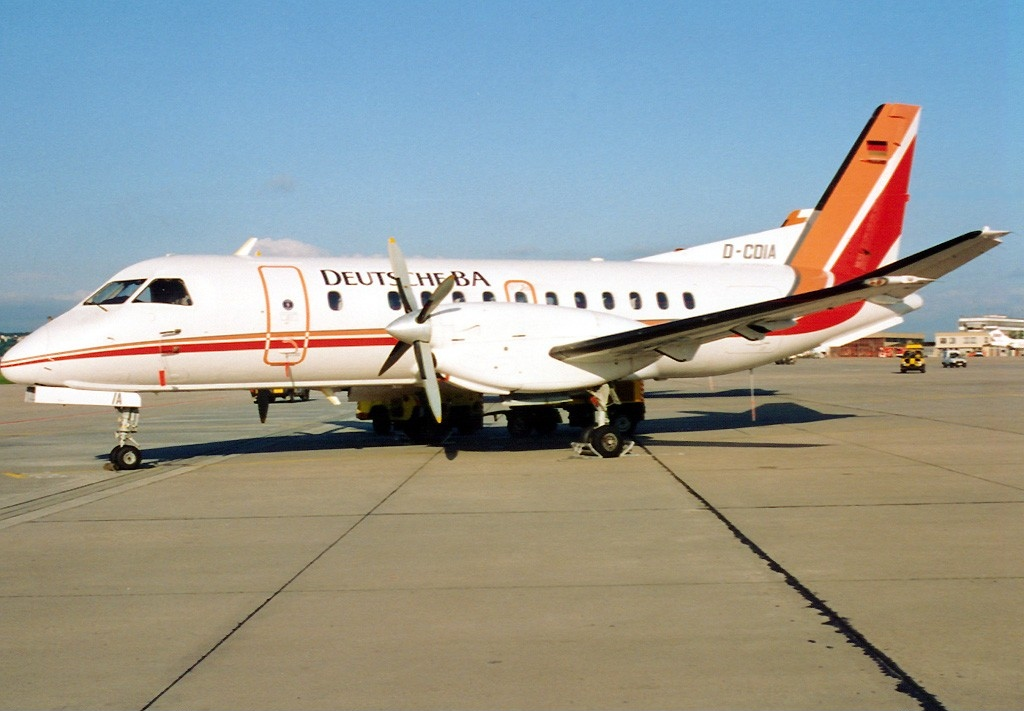
Deutsche BA Saab 340, Stuttgart 1994

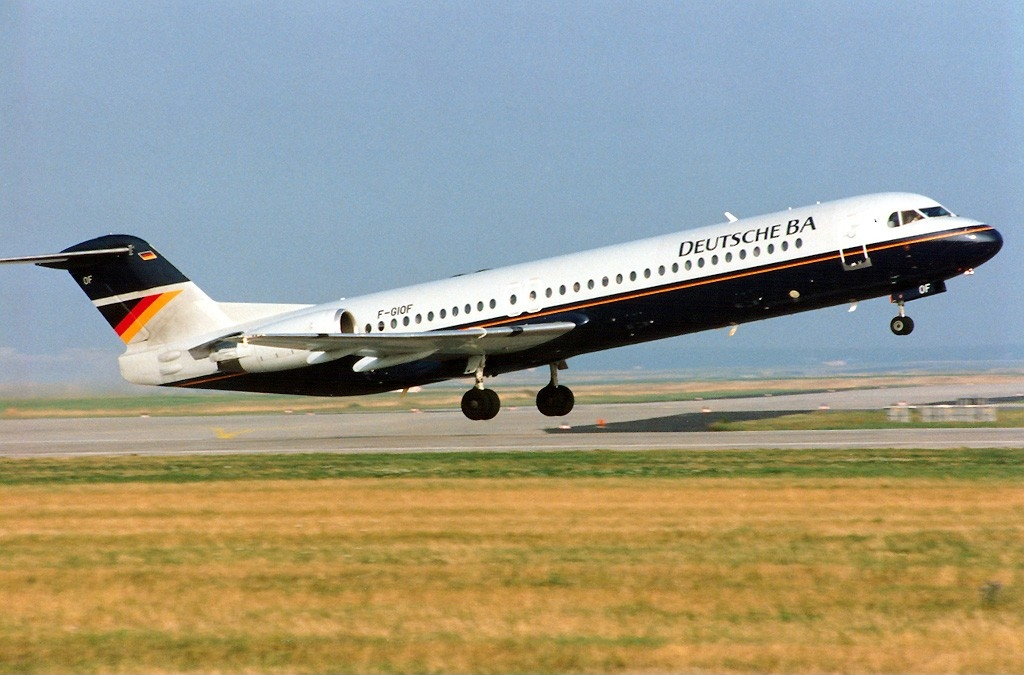
Deutsche BA Fokker 100, Frankfurt 1994

Delta Air grundades 1978 i Friedrichshafen av företagaren Alfred Schopp. De första destinationerna var Zürich och Stuttgart. 1982 gick man in i ett samarbete med Crossair. 1988 följde ett samarbete med Lufthansa. Destinationerna utökades i Tyskland med bland annat Bremen, Frankfurt, Köln-Bonn och Berlin-Tempelhof. Man flög  Dornier 228 och Saab 340. 1992 köpte British Airways Delta Air och bolaget fick det nya namnet Deutsche BA. British Airways försökte komma in på den tyska marknaden och även stärka det internationella linjeflyget från London via tyska flygplatser. Under samma år började man flyga med de första Boeing 737-300. 1993 började Deutsche BA med charterflyg till Grekland, Spanien, Irland och Turkiet. 1994 förlade man företaget till Münchens nya storflygplats München-Franz Josef Strauß. Man anpassade också flygplanens dekor efter British Airways flotta. 2002 ändrade man sin affärsidé och blev ett lågprisflyg.  
2003 sålde British Airways sina andelar till Intro Verwaltungsgesellschaft för en euro. Man hade inte nått målet om att öka den internationella linjetrafiken via London från tyska flygplatser och få en lönsam verksamhet som konkurrent till Lufthansa.
2006 offentliggjordes att man köpte 60 % av flygbolaget LTU och det var planerat att företagen skulle ha ett nära samarbete där dba skulle stå för det nationella flygandet och LTU för det internationella.
Den 17 augusti 2006 såldes dba till Air Berlin. Det nya moderbolaget stängde dock dba den 14 november 2008.

## Flotta
Bolaget flög 
- Avro RJ
- Beechcraft King Air
- Boeing 737
- de Havilland Canada DHC-6 Twin Otter
- Dornier 228
- Fairchild Swearingen Metro
- Fokker 100
- Saab 340
- Saab 2000